# Dev1ce
Николај „dev1ce” Редц (енгл. Nicolai Reedtz; Вејле, 8. септембар 1995) је професионални играч игре Counter-Strike: Global Offensive и наступа за организацију Astralis. Dev1ce је један од четири играча који су освојили четири мејџора, односно три мејџора заредом.

## Детињство
Dev1ce је рођен у месту Вејле, у Данској. Видео игре је почео да игра као тинејџер, са братом. Био је одличан играч бадминтона. Када је имао четрнаест година, велики клубови у Данској су желели да он заигра за њих, али је он одбио, наводећи повреду колена као разлог.

## Каријера
Dev1ce је први званичан меч одиграо за шведски тим Fnatic као измена, у марту 2013. године.
Након тога, заиграо је за тим Copenhagen Wolves. Освојио је неколико локалних турнира са тимом. На турниру DreamHack Winter 2013, највећем турниру у 2013. години, заузели су пето место.
Потписао је за организацију Team Dignitas Тим није освојио прво месту ни на једном турниру. 
Цео тим је потписао за организацију Team SoloMid Освојили су FACEIT League 2015 Stage 1 Finals, а убрзо након тога и Fragbite Masters Season 4 Finals.
На крају 2015. године, dev1ce и саиграчи су напустили Team SoloMid и наставили без организације под именом Questin Mark.
У јануару 2016. године, основали су своју организацију под именом Astralis. Први мејџор који су освојили је био ELEAGUE Major 2017. Заузели су прво место на HLTV рејтингу и остали су први у свету скоро целу 2018. годину. 
Оборио је рекорд од шест MVP награда у години који је држао Кристофер „Get Right” Алесунд када је освојио свој седми MVP у години.
Исписао је историју након што је освојио четврти мејџор у каријери, StarLadder Major: Berlin 2019.
Потписао је за организацију Ninjas in Pyjamas 23. априла 2021. године.

## Запажени резултати
- трећи на MLG X-Games Aspen 2015[16]
- други на Copenhagen Games 2015[17]
- први на CCS Kick-off Season Finals[18]
- први на FACEIT League 2015 Stage 1 Finals[7]
- први на Fragbite Masters Season 4 Finals[8]
- први на FACEIT League 2015 Stage 2[19]
- трећи на ESL One Cologne 2015[20]
- други на ELEAGUE Season 2[21]
- први на ELEAGUE Major 2017[11]
- први на IEM Katowice 2017[22]
- други на ELEAGUE CS:GO Premier 2017[23]
- први на DreamHack Masters Marseille 2018[24]
- први на ESL Pro League Season 7 Finals[25]
- први на ECS Season 5 Finals[26]
- први на FACEIT Major 2018[27]
- први на ESL Pro League Season 8 Finals[28]
- трећи на ESL One Cologne 2019[29]
- први на IEM Katowice 2019[30]
- први на StarLadder Major Berlin 2019[14]
- први на IEM Beijing 2019[31]
- први на ECS Season 8 Finals[32]
- први на BLAST Pro Series Global Final 2019[33]
- трећи на IEM Katowice 2020[34]

## Награде и признања

### Рангирање
- двадесети у свету 2014. године[35]
- трећи у свету 2015. године[36]
- трећи у свету 2016. године[37]
- пети у свету 2017. године[38]
- други у свету 2018. године[39]
- трећи у свету 2019. године[40]

### MVP
- CCS Kick-off Season Finals[41]
- Fragbite Masters Season 4 Finals[42]
- FACEIT League 2015 Stage 2 Finals at DreamHack Valencia[43]
- PGL Season 1 Finals[44]
- ECS Season 2 Finals[45]
- ECS Season 5 Finals[46]
- ELEAGUE CS:GO Premier 2018[47]
- FACEIT Major 2018[48]
- BLAST Pro Series Istanbul 2018[49]
- IEM Chicago 2018[50]
- ECS Season 6 Finals[51]
- ESL Pro League Season 8 Finals[52]
- BLAST Pro Series São Paulo 2019[53]
- StarLadder Major Berlin 2019[54]
- ECS Season 8 Finals[55]